# Kondenzátor

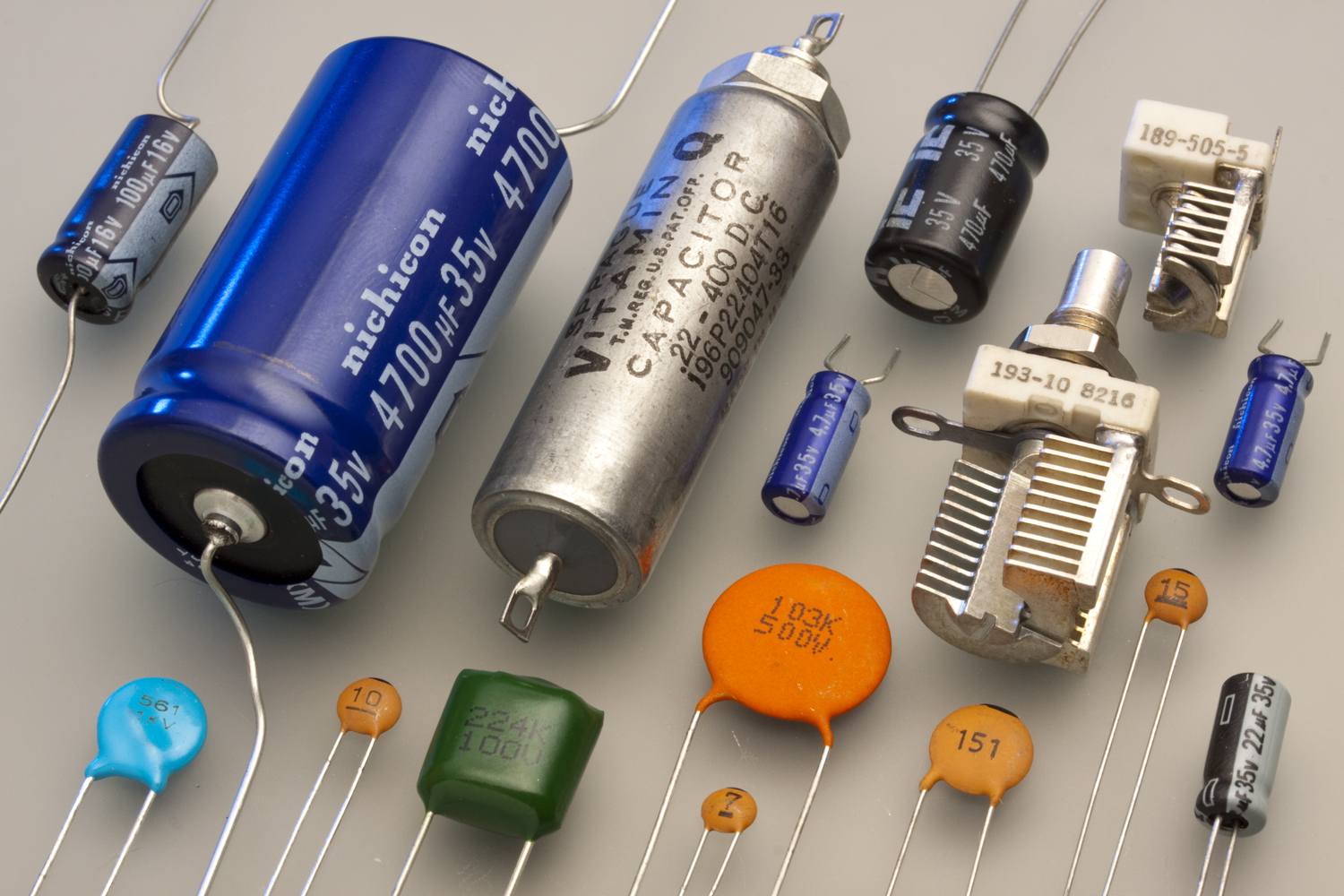
Různé druhy elektronických kondenzátorů

Kondenzátor je pasivní elektrotechnická součástka, jejíž charakteristickou vlastností je kapacita.
Každý skutečný kondenzátor kromě toho vykazuje další, takzvané parazitní vlastnosti, jako je indukčnost a odpor, čímž se odlišuje od kapacitoru, což je myšlená ideální součástka, která má pouze kapacitu, navíc stálou a nezávislou na okolních podmínkách.

## Princip kondenzátoru
Kondenzátor se skládá ze dvou vodivých desek (elektrod) oddělených dielektrikem. Na každou z desek se přivádí elektrické náboje opačné polarity, které se vzájemně přitahují elektrickou silou. Dielektrikum mezi deskami nedovolí, aby se částice s nábojem dostaly do kontaktu, a tím došlo k neutralizaci, jinak vybití elektrických nábojů. Přitom dielektrikum svou polarizací zmenšuje sílu elektrického pole nábojů na deskách a umožňuje tak umístění většího množství náboje.
Vzhledem k elektrostatické indukci je velikost náboje na obou deskách stejná.

## Základní vlastnosti kondenzátoru
Mezi základní vlastnosti kondenzátoru patří:
- kapacita
- maximální povolené napětí
- tolerance kapacity
- teplotní závislost kapacity
- napěťová závislost kapacity
- ekvivalentní sériový odpor ESR
- ekvivalentní sériová indukčnost ESL
- paralelní vybíjecí odpor, nebo samovybíjecí proud
- ztrátový činitel tgΔ
- maximální dovolený proud (anglicky ripple current)
- rezonanční frekvence (nad ní se kondenzátor chová jako indukčnost)
- maximální povolená teplota
- tepelný odpor pouzdra
- činitel jakosti Q
- další vlastnosti jako cena, typ, nebo průměr pouzdra, hmotnost, životnost, střední doba bezporuchové funkce (MTBF), teplotní stálost, tvar

Poznámky:
- při větším zatížení, např. v některých spínaných zdrojích, může být ESR důležitější než kapacita. Kondenzátory se pak vybírají s cílem dosáhnout, aby ESR bylo menší (nebo proud menší) než nějaká hranice. Při modernizaci se pak kapacita může značně snížit. Např. elektrolytický kondenzátor 2200 µF v nějaké konstrukci z 90. let byl nejprve nahrazen modernějším 470 µF a později dvěma MLCC 47 µF.
- Pokud není uveden dovolený proud, lze ho odvodit z ESR, tepelného odporu, teploty okolí a teploty kondenzátoru. Při neznámém ESR je možné použít tgΔ. Nejméně jeden z těchto parametrů bývá v katalogových listech uveden.

## Matematický popis

### Kapacita kondenzátoru
Kapacita C kondenzátoru závisí na ploše S jeho desek, vzájemné vzdálenosti l (malé L) desek mezi sebou a permitivitě ε dielektrika mezi deskami:
{\displaystyle C=\varepsilon _{0}\varepsilon _{r}{\frac {S}{l}}}
Vzorec platí jen pokud je vzdálenost zanedbatelná k rozměrům plochy. S rostoucí vzdáleností přesnost klesá, protože u okrajů plochy není pole homogenní.
Na desku kondenzátoru s kapacitou C lze uložit elektrický náboj:
{\displaystyle Q=CU} (Kapacita × Napětí)
{\displaystyle Q=It} (Proud × Čas)
kde U je napětí mezi deskami kondenzátoru. Jednotkou kapacity je farad, který má v soustavě SI rozměr
{\displaystyle [{\mbox{F}}]=[{\mbox{m}}^{-2}\cdot {\mbox{kg}}^{-1}\cdot {\mbox{s}}^{4}\cdot {\mbox{A}}^{2}}]
Nabíjíme-li kondenzátor o kapacitě 1 F proudem 1 A, napětí na něm vzroste za každou sekundu o 1 V.

### Napětí kondenzátoru
Napětí na celé součástce lze vypočítat jednoduše:
{\displaystyle U={\frac {Q}{C}}}
Napětí na nabitém kondenzátoru je stejné, jako je napětí zdroje. Napětí mezi elektrodami je stejné jak v součástce, tak na vodiči, kterým bychom je spojili zvenčí. Napětí můžeme vyjádřit jako rozdíl elektrostatických potenciálů obou elektrod:
{\displaystyle U=\int _{\mathbf {r} _{1}}^{\mathbf {r} _{2}}\mathbf {E} \cdot \mathrm {d} \mathbf {l} =\varphi _{1}-\varphi _{2}}
kde E je vektor elektrického pole mezi elektrodami, r1 a r2 jsou polohové vektory a l je vzdálenost desek.
Ve střídavém obvodu proud na kondenzátoru předbíhá napětí o 90°.

### Energie nabitého kondenzátoru
Je-li dielektrikum kondenzátoru lineární, pak pro energii elektrického pole akumulovanou v nabitém kondenzátoru platí
{\displaystyle W={\frac {1}{2}}CU^{2}}
Energie je tedy v kondenzátoru uchovávána v podobě náboje (zatímco u cívky je v podobě elektromagnetického pole).

### Proud procházející kondenzátorem
Při řešení RLC obvodů pomocí diferenciálních rovnic se využívá následujícího vztahu:
{\displaystyle i_{C}=C{\frac {du_{C}}{dt}}}
Tento vztah se často zkráceně zapisuje:
{\displaystyle i_{C}=C~u_{C}'}

## Symetrie s cívkou
Pokud ve všech vzorcích týkajících se kondenzátoru prohodíme napětí a proud, dostaneme adekvátní vzorce týkající se cívky. Symetrické jsou i další související jevy, např. piezoelektrický vs magnetostrikční, feroelektrický vs feromagnetický, elektroluminiscence vs magnetoluminiscence, ... a z nich plynoucí parazitní elektrické vlastnosti.

## Druhy kondenzátorů

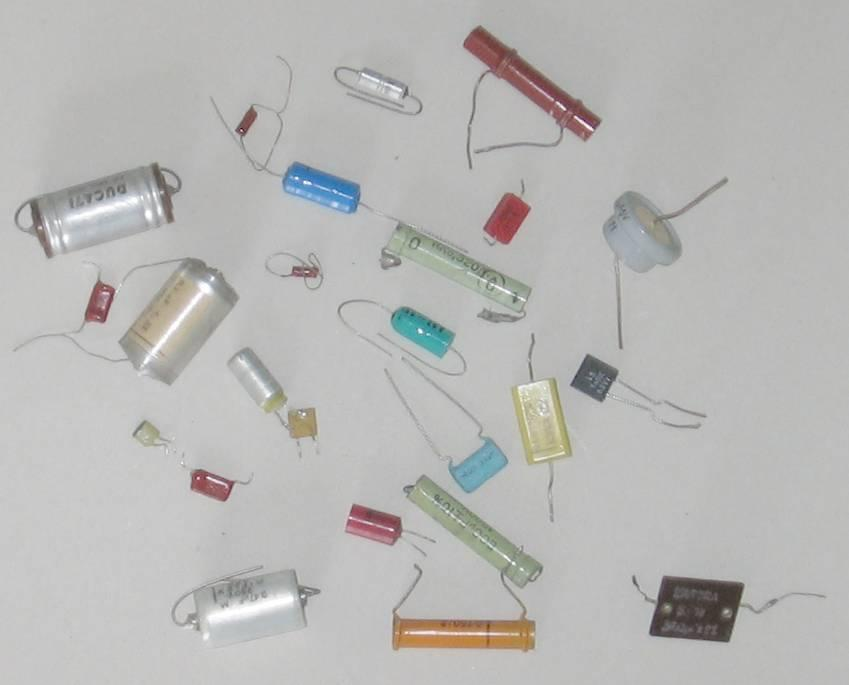
staré kondenzátory v různých provedeních: Špinavě žlutý dole, cihlově červený nahoře, dva světle zelené a dva malinké cihlově hnědé válečky jsou trubičkové keramické.
Hnědý vpravo dole je slídový.
světle šedý hříbkovitého tvaru a modré válečky jsou tantalové, stejně tak malý kovový nahoře (ale možná je to tepelná pojistka).
Malé čtverečky a obdélníčky jsou destičkové keramické, ostatní (včetně světle modré a žluté oválné destičky) jsou svitkové. Černý čtvereček možná není kondenzátor.

Leydenská láhev je historicky první kondenzátor. Jedná se o skleněnou nádobu, na jejíž vnější i vnitřní straně jsou přilepeny (příp. napařeny) kovové vrstvy. Používala se k uchování náboje vzniklého ve Wimhurstově indukční elektrice.
Podle tvaru lze rozlišit kondenzátory deskové, válcové, kulové, svitkové (svinutý dlouhý vodivý pás oddělený izolantem).
Podle použitého dielektrika se kondenzátory dělí
- vzduchový
- vakuový
- svitkový - papírový (často papír napuštěný voskem, nebo olejem)
- svitkový - plastový
- elektrolytický (dielektrikem je tenká oxidační vrstva na jedné z elektrod, druhou elektrodu tvoří samotný elektrolyt)
- keramický
- kapacitní dioda – varikap
- slídový
- tantalový (elektrolytický)

### Deskový
Nejjednodušší typ kondenzátoru, v současné době již téměř nevyužívaný, kromě speciálních vysokofrekvenčních aplikací, kde je vyžadováno velké napětí a jakost. Často bývají vakuové. Použití např. ve velkých vysílačích a urychlovačích částic.
Nejvyššího činitele jakosti dosahují vakuové kondenzátory s leštěným supravodivým povrchem.

### Proměnný (laditelný)
Proměnné kondenzátory dělíme na:

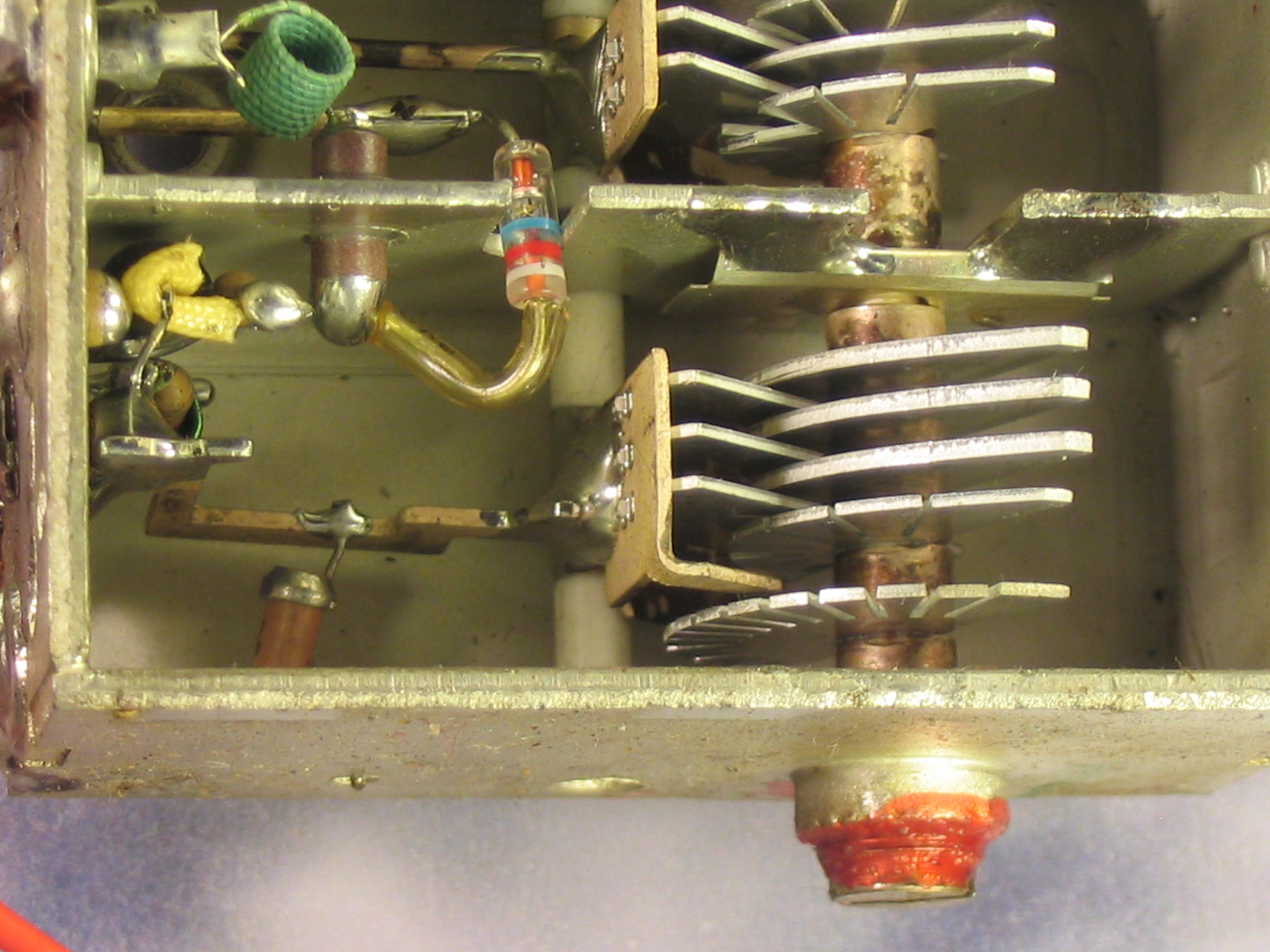
UHF obvod s několikanásobným vzduchovým kapacitním trimrem. Přepážkou nahoru prochází průchodkový kondenzátor hnědé barvy.

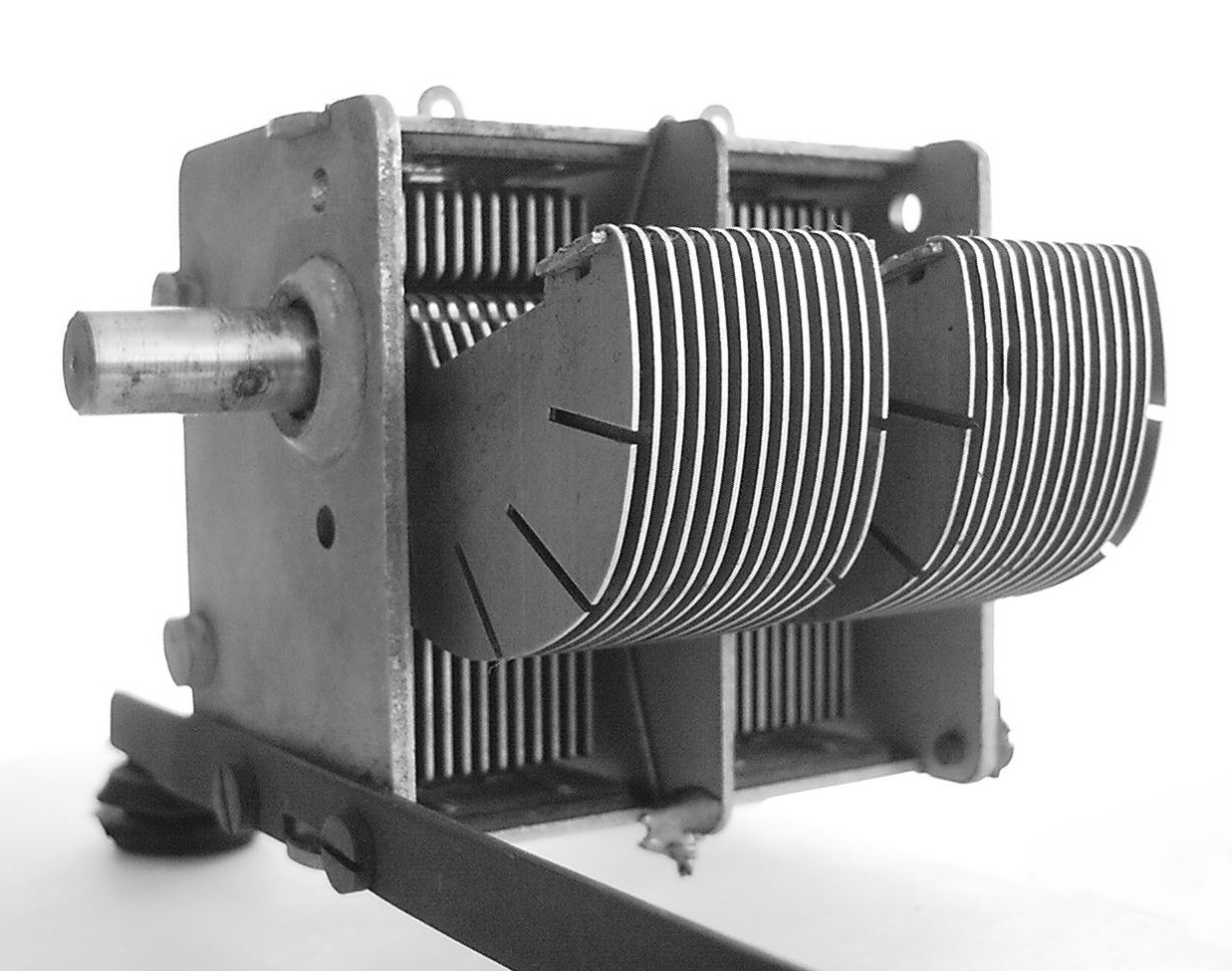
dvojnásobný otočný ladicí kondenzátor. Zářezy ve vnějších plechách rotoru umožňují doladění průběhu kapacity ohýbáním plechu

- Otočné kondenzátory – jsou konstruovány tak, aby je mohl ovládat uživatel.
  - Vzduchový otočný kondenzátor je nejstarší typ proměnného kondenzátoru. Má dvě hlavní součásti rotor a stator. Na rotoru i statoru jsou umístěny desky které se otáčením zasouvají a vysouvají do sebe. Tím se mění aktivní povrch desek a současně i kapacita. Jako dielektrikum je použit vzduch, někdy můžeme najít i polystyren, olej nebo jiné látky.
  - Otočný kondenzátor umožňuje zasouváním desek mezi sebe měnit účinnou plochu desek, a tím i měnit kapacitu kondenzátoru. Desky mohou mít tvar polokruhu (kapacita pak závisí lineárně na natočení) nebo ledvinovitý (obvykle logaritmický průběh změny kapacity)
  - Nejstarší byly vzduchové, v tranzistorových rádiích se začaly používat miniaturní s plastovými fóliemi mezi deskami. Dnes se pro podobné účely využívají varikapy, kde je kapacita ovládána vstupním napětím.

- Kapacitní trimry – ladění nástrojem (typicky šroubovákem).
  - Dielektrikem bývá vzduch, keramika[2], plast[3], sklo a pod.
  - Funkce může být podobná otočným kondenzátorům, malé kapacity bývají ve formě trubičky, do které se zasouvá kovový váleček. Ve starých zařízeních (např. elektronková rádia) nalezneme i tzv. hrníčkové provedení s koaxiálními žebry, nebo silný lakovaný drát omotaný tenkým. Starší UHF obvody mohou obsahovat trimry s kruhovou deskou na šroubu - ladí se vzdálenost.

### Keramický
- Speciální keramika s velkou permitivitou a malým ztrátovým činitelem. Většinou se vyrábí sintrováním keramického prachu při 1 100 až 1 900 °C do požadovaného tvaru. Vyrábí se především pro povrchovou montáž SMD, sortiment vývodového provedení se postupně zmenšuje.
- Výhodou je nízká cena, vysoká spolehlivost a velmi nízký ztrátový činitel (Hodnoty se velmi liší podle použitých dielektrik).
- Nevýhodou je u většiny běžně používaných typů malá přesnost kapacity a její velká závislost na teplotě.
- Obvykle dělíme na
  - terčové (v minulosti se používaly v obvodech UHF)
  - destičkové/čipové
    - jednovrstvé (single layer) – kapacita do řádu nF až kolem 100 nF u větších provedení. Tyto kondenzátory mohou při větších rozměrech trpět mikrofonním efektem, případně produkovat zvuky.
    - vícevrstvé (MLCC – multi layer chip capacitors)[4] Výhodou je výrazné navýšení kapacity, eliminace mikrofonního jevu, minimální indukčnost (zpravidla blízko hranici dané rozměry pouzdra).
      - s klasickým dielektrikem – kapacita do stovek nF, až několik µF u větších provedení
      - s feroelektrickým dielektrikem – kapacita do stovek µF[5].
        - Kapacita výrazně klesá s napětím. Při maximálním dovoleném napětí dosahuje 20-60 % nominální hodnoty.
        - Horší vysokofrekvenční vlastnosti, což je ale při jejich hlavním použití pro vyrovnávání impulzní zátěže spíše žádoucí: Potlačení rezonance.
        - Tyto kondenzátory v současné době postupně nahrazují tantalové elektrolytické. Hodnoty v řádu jednotek až desítek µF jsou zcela běžné, stovky µF se kvůli vysoké ceně moc nepoužívají a navíc jsou jen na malé napětí (2,5 až 6,3 V).

  - trubičkové (v minulosti byly hojně využívány, než je prakticky zcela vytlačily destičkové), speciálním případem jsou průchodkové. Trubičkové kondenzátory byly mírně matoucí, protože na pohled připomínaly rezistory a díky posunutému značení se na nich mohl objevit popis připomínající odpor (např. 2k2 pak znamená 2,2 nF).
  - Bezpečnostní (safety certified capacitors) – Keramické kondenzátory určené pro odrušování ve spínaných zdrojích, které se smějí zapojit mezi primární a sekundární vinutí (třída Y).
    - Splňují podmínky norem pro izolaci spotřebičů třídy 2.
    - Nominální napětí bývá několik stovek V AC, např. 275, krátkodobě vydrží přepětí několik kV DC i AC.
    - Opakovaně vydrží průrazy. Při tom dojde ke zničení pokovení v okolí a tím se obnoví izolační stav. V důsledku toho ale poklesne kapacita. Tento jev bývá doprovázen hlasitým křupnutím.
    - Přítomnost těchto kondenzátorů ve velkém počtu spotřebičů může způsobovat vypnutí proudového chrániče. Nejčastěji se tak děje, pokud byla z důvodu úspory nákladů na jeden chránič připojena moc velká část rozvodu.
    - Vyrábějí se typicky kruhového tvaru ve vývodovém pouzdře, které má díky silné vnější izolaci charakteristicky oblý tvar. Stejně ale mohou vypadat i některé varistory.
    - Kapacita desetiny až desítky nF. Limitována je i tím, že při daném AC napětí skrz ni musí procházet bezpečný proud.[6]
- Drtivá většina v současnosti vyráběných keramických kondenzátorů je MLCC v SMD provedení.
- Při nahrazení elektrolytických kondenzátorů keramickými se musí dávat pozor na možné rozkmitání lineárních stabilizátorů, protože starší konstrukce počítaly s vyšším sériovým ztrátovým odporem. Někdy se kvůli tomu do série s vysokokapacitními keramikami dává malý rezistor.

### Slídový
Slídové kondenzátory (mica capacitors) se vyznačují velmi vysokým činitelem jakosti (výrazně převyšuje i keramické kondenzátory), proto se dodnes používají. Ale jen ve speciálních aplikacích, kde je to nutné, protože jsou relativně drahé a mají malou kapacitu. Např. ve vysílačích, urychlovačích částic, magnetické rezonanci a pod. Kapacita v řádu desetin pF až desítek nF.
Podobné vlastnosti mají i teflonové (PTFE) kondenzátory. Prodejci je často řadí do společné kategorie.
V elektronkových rádiích byly běžné. Mezi oblíbené provedení patřily se slídou mezi dvěma pertinaxovými destičkami, přičemž z jedné strany bylo okénko, kterým bylo možno vyškrábat část pokovení a tak doladit kapacitu.

### Fóliový (svitkový)

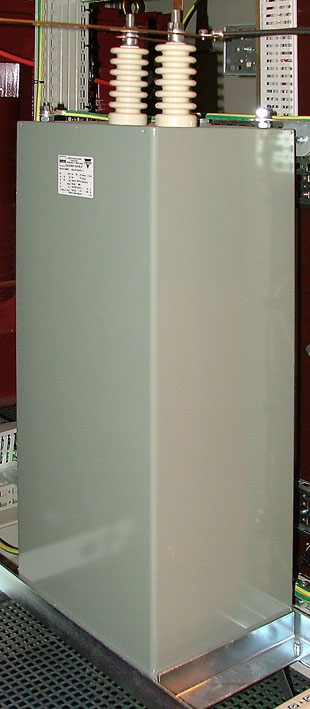
Ukázka poněkud většího olejového kondenzátoru 100 μF na napětí 15 000 V. Kondenzátor má hmotnost 60 kg a olejovou náplň o objemu 13 l

- Dielektrikum tvoří plastová fólie (polyetylen, polypropylen, polystyren, teflon, ...). Tyto materiály prakticky zcela nahradily dříve hojně rozšířený kondenzátorový papír.
- Elektrody bývaly většinou tvořeny hliníkovou fólií s vývody. V současnosti jsou obvykle napařeny jako tenká vrstva na dielektrické fólii.
- Dříve byla nejčastější konstrukce válcový, nebo oválný svitek, ale nevýhodou byla velká indukčnost a navíc další miniaturizaci komplikoval velmi rozdílný poloměr ohybu v různých vrstvách.
- Klasická konstrukce měla drátkové, nebo páskové vývody zavinuty do svitku, později se kvůli snížení parazitní indukčnosti a odporu začalo používat více propojených vývodů. V současné době je nejčastější konstrukce založena na tom, že vodivé vrstvy přečnívají na kraje svitku (každá elektroda na jiný okraj) a tam jsou propájením, nebo vodivým slepením propojeny všechny vrstvy stejné elektrody.
- Moderní fóliové kondenzátory zvané stacked film capacitors se vyrábějí tak, že se svitek navine do podoby velkého, tenkého prstence (např. průměr 0,3 m a průřez 5x30 mm), který se náležitě zpracuje (impregnace, slepení, propájení, nebo pokrytí boků vodivým lepidlem) a nakonec rozřeže na malé hranolky, k těm se připevní vývody, vloží se do plastové krabičky a zalijí zalévací hmotou.
- Válcová konstrukce se i nadále používá u rozběhových a kompenzačních kondenzátorů, někdy i s dielektrikem tvořeným papírem v oleji.
- Stacked se používají v elektronice, zejména spínaných napájecích zdrojích.
- Další využití nacházejí fóliové kondenzátory tam, kde potřebujeme lepší přesnost, tepelnou stabilitu, nebo nižší samovybíjecí proud než u keramických, nebo lepší vlastnosti oproti bipolárním elektrolytickým (HiFi reprosoustavy).
- Kondenzátory určené pro spojení s rozvodnou sítí (třídy X a Y) bývají často konstruovány tak, že při průrazu se zničí pokovení v okolí tohoto místa a tím se obnoví izolační stav. V některých dielektrikách se navíc vzniklý otvor samovolně zacelí.
- Kapacita v běžné elektronice od desítek pF (až do několika kV) do několika desítek µF (desítky V). Dostupné jsou i kondenzátory na desítky kV.
- V silnoproudých obvodech µF až mF. Některé průmyslově využívané typy mají olejové, nebo vodní chlazení a výrobci pak často uvádějí i maximální dovolený jalový výkon.
- Přehled různých fóliových kondenzátorů:[8] Obecné informace, včetně výrobních technologií: [9]

### Elektrolytický

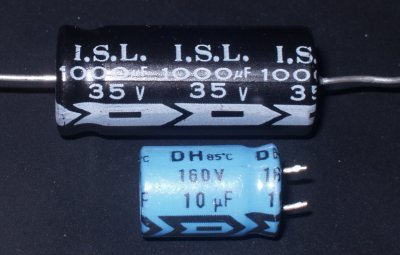
Ukázka elektrolytických kondenzátorů.

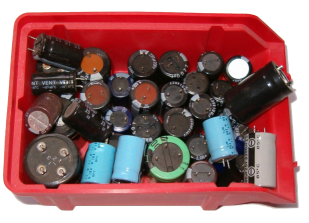
Ukázka elektrolytických kondenzátorů.

Je podstatně odlišný od jiných typů kondenzátorů. Elektrody mají velký povrch, který je tvořen nepravidelně naleptanou strukturou povrchu kovu a na něm je chemickým procesem zvaným formování (nikoli formátování) vytvořena velmi tenká, dielektrická vrstva. Katoda je tvořena vodivým elektrolytem, který může být tekutý, polosuchý nebo pevný. Výhodou elektrolytického kondenzátoru je vysoká měrná kapacita, nevýhodou naopak to, že nesmí být přepólován.
Nejčastěji je dělíme na:
- Klasické hliníkové: Kapalný elektrolyt, anoda je tvořena čistou hliníkovou fólií, na které je vrstvička Al2O3 (oxid hlinitý), tato vrstvička je dielektrikum.
  - Výhodou je velká kapacita a nízká cena, nevýhodou vysoký ztrátový odpor a krátká živostnost, zejména za vyšší teploty.
  - Elektrolyt časem vysychá – ve starších zařízeních je pak nutné elektrolytické kondenzátory měnit. Vyschlý kondenzátor je nejčastější příčina nefunkčnosti napájecích zdrojů.
  - Pokud kondenzátor není dlouhou dobu pod napětím, jeho kapacita se zmenší. Do jisté úrovně se dá zase obnovit připojením stejnosměrného proudu. V návodech od studiových fotoblesků bývá požadavek, aby uživatel po delším skladování prováděl formování.
  - Pouzdra kondenzátorů větších jak cca 4 mm mívají na horní straně do povrchu vyraženu drážku nebo křížek, který umožní v případě přetlaku bezpečné prasknutí a vypuštění vařícího se elektrolytu tak, aby nedošlo k větší explozi. Malé pouzdro za stejných okolností celé vystřelí a v plošném spoji zůstane jen zátka s vývody (v extrémních případech se toto může stát i u kondenzátorů opatřených prolisem). Největší kondenzátory mají pro tento účel na pouzdře navíc malý otvor se zátkou.
  - Výrobci obvykle garantují životnost při teplotách do 85, nebo 105 °C. Nejlevnější mohou mít životnost pouhých 3000 hodin při 85 °C. Za nižších teplot je životnost výrazně vyšší.
  - Vyrábí se také nízkoimpedanční (low ESR) provedení, tedy se sníženým sériovým odporem. Výrobci u nich obvykle garantují že ESR nepřekročí určitou hodnotu, nebo že kondenzátorem může procházet AC proud do určité výše[10]. Tyto kondenzátory se převážně používají ve spínaných zdrojích, kde AC zátěž kondenzátoru dosahuje desítek procent DC proudu. Dnes jsou částečně nahrazovány polymerovými a vysokokapacitními MLCC.
  - Kapacita od 1 µF do několika F.
- Polymerové: Tuhý polymerní elektrolyt. Mnohem dražší než klasické, ale mají nižší ztrátový odpor a vysokou životnost. V náročných podmínkách prakticky vytlačily kondenzátory s obyčejným elektrolytem (např. na základních deskách v PC v okolí procesoru). Kapacita od stovek µF do několika mF[11].
- Tantalové: Tuhý elektrolyt a anoda tvořená fólií z čistého sintrovaného tantalu, na které je vrstvička Ta2O5 (oxid tantaličný).
  - Výhodou je výrazně nižší ztrátový odpor a indukčnost, než u hliníkových.
  - Většina se vyrábí v SMD, vývodové provedení mívá charakteristický kapkovitý vzhled.
  - Snadné poškození přepětím.
  - Občas se mohou vznítit bez zjevných příčin, zejména po prvním zapnutí obvodu.
  - V současné době jsou vytlačovány vysokokapacitními MLCC keramickými kondenzátory.
  - Kapacita od desetin do několika stovek µF[12].
- Niobové: Podobné vlastnosti jako tantalové, ale umožňují i nižší jmenovitá napětí (např. 1,8 V) a z toho plynoucí vyšší kapacitu, nebo naopak vyšší napětí a některé typy zvládají vyšší teploty. Většinou pevné, ale některé typy mají i kapalné dielektrikum.[13]
- Bipolární: Hliníkový kondenzátor s oxidovou vrstvou na obou stranách. Snáší malé střídavé napětí (použití ve výhybkách u reprosoustav), případně i velké krátkodobě (rozběhový kondenzátor – musí být po rozběhu odepnut). Kapacita jednotky µF až jednotky mF[14].

### Superkondenzátor
Superkondenzátory (supercapacitors, ultracapacitors, ultracaps, goldcaps a pod. – terminologie zatím není ustálená, většina používaných termínů jsou zároveň registrované ochranné známky) jsou založeny na elektrické dvojvrstvě (electric double layer). Neobsahují žádný klasický izolant. Elektrody jsou od elektrolytu izolovány jen elektrochemickým potenciálem. Proto se ale vyrábějí jen na malá napětí, nejčastěji 2-3 V. Z toho důvodu bývá v jednom pouzdře více ks zapojených sériově. Hlavní výhodou je enormně vysoká kapacita, která je daná jednak extrémní tenkostí izolační oblasti a dále i pórovitými elektrodami s velkým povrchem (poměr plocha/objem podobný aktivnímu uhlí).
Vyrábějí se dva základní druhy:
- Zálohovací: Jsou určené k zálohování napájení hodinových obvodů (RTC) a pamětí RAM. V určitých případech nahrazují používané ploché baterie typu CR2032, nacházející se na základních deskách stolních počítačů. Toto použití je však nešťastné, jelikož bývá problém s vysokou teplotou uvnitř skříně počítače. Nesmí se nabíjet, ani vybíjet velkým proudem. Limity někdy bývají i dost pod 1 mA. Jejich konstrukce je jednoduchá, aktivní elektroda má formu tablety, nebo válečku. Malé rozměry, nízká cena, kapacita do několika F, značně pomalé samovybíjení[15].
- Výkonové: Zvládají velké nabíjecí a vybíjecí proudy, někdy až kA. Aktivní elektroda má formu svitku, podobně jako v akumulátorech. Vyrábějí se v malých pouzdrech, jako hliníkové elektrolytické, s kapacitou v jednotkách až desítkách F[16], nebo i značně větších provedeních[17] s kapacitou až v kF (kilofaradech)[18].

Superkondenzátorům vadí vysoké teploty. Výrobci typicky uvádí max. dovolenou teplotu 60, 65, nebo 70 °C. Jsou také značně citlivé na přepětí. To je velký problém zejména při sériovém řazení.

## Kondenzátory a rozvodná síť
Kondenzátory certifikované pro trvalé spojení s rozvodnou sítí bývají značeny X a Y s čísly.
- Třída X je určena k zapojení mezi pracovní vodiče (L-N, L-L). Při závadě kondenzátoru by hrozil zkrat, nebo požár.
- Třída Y je určena k zapojení mezi pracovní vodiče a vodivou část zařízení, které se mohou dotýkat lidé (L-PE, N-PE, L-povrch, N-povrch). Při závadě kondenzátoru by hrozil úraz elektrickým proudem.
- Čísla označují subtřídy, které se liší nominálním napětím, provozním přepětím a testovacím přepětím. Nejvyšší napětí jsou v subtřídách 1.
- Takto jsou označené některé fóliové, nebo keramické kondenzátory.
- Na kondenzátoru mohou být uvedena rozdílná napětí pro X a Y konfiguraci.

Starší kondenzátory toto značení nemají. Např. typy určené pro spojení s rozvodnou sítí 220 V mají uvedeno 250 V AC. V literatuře pro amatéry bylo též doporučováno použití svitkových kondenzátorů na 630, nebo 1000 V DC. Ale ne všechny takové kondenzátory trvalé spojení se sítí přežijí. Po nějaké době (minuty až dny) může nastat průraz doprovázený zkratem, hořením, nebo explozí.
Již od 90. let se na území EU používá síť 230/400 V (která nahradila 220/380 a 240/420), což při toleranci 10 % vede na možné trvalé napětí až 253 V. Proto by se kondenzátory na 250 V AC již neměly do sítě zapojovat. Pro tento účel se dnes používá jmenovité napětí 275 a více V, pro zapojení mezi fáze pak 440 a více V.

## Kondenzátor v elektrickém obvodu
K zakreslení kondenzátoru v elektrickém obvodu se používá elektrotechnická značka:

Kondenzátor, obecná značka
Proměnný kondenzátor
Kapacitní trimr nebo také nastavitelný kondenzátor

### Nabíjení kondenzátoru
Při zapojení kondenzátoru do obvodu se zdrojem stejnosměrného napětí se na deskách kondenzátoru začne hromadit elektrický náboj – kondenzátor se nabíjí. Nabíjení probíhá, dokud se nevyrovná elektrický potenciál na každé z desek s potenciálem příslušného pólu zdroje. Po nabití je mezi deskami kondenzátoru stejné elektrické napětí jako mezi svorkami zdroje a obvodem neprochází elektrický proud.
Matematický popis
a) Ustálený stav: vybitý kondenzátor (t < 0)
- obvod je odpojen od zdroje, je bez energie: {\displaystyle u_{C}=0;i_{C}=0;W_{C}=0}

b) Přechodový stav: nabíjení (t > 0)
- po připojení narůstá napětí až na hodnotu napájecího podle funkce: {\displaystyle u_{C}=U_{0}\cdot (1-e^{-{\frac {t}{RC}}})}
- dojde k proudovému nárazu, poté klesá podle funkce: {\displaystyle i_{C}={\frac {U_{0}}{R}}\cdot e^{-{\frac {t}{RC}}}}

c) Ustálený stav: nabitý kondenzátor (t → ∞)
- ustálení hypoteticky nikdy, prakticky cca po uplynutí doby {\displaystyle t=3RC}
- {\displaystyle u_{C}=U_{0};i_{C}=0;W_{C}={\frac {1}{2}}CU_{0}^{2}}

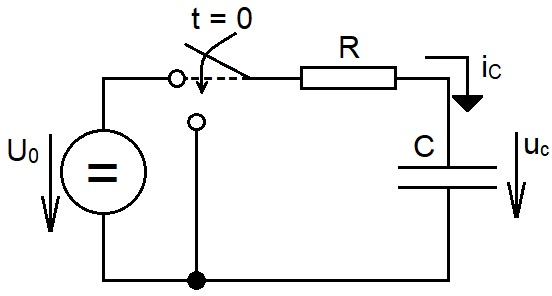
Schéma nabíjení kondenzátoru
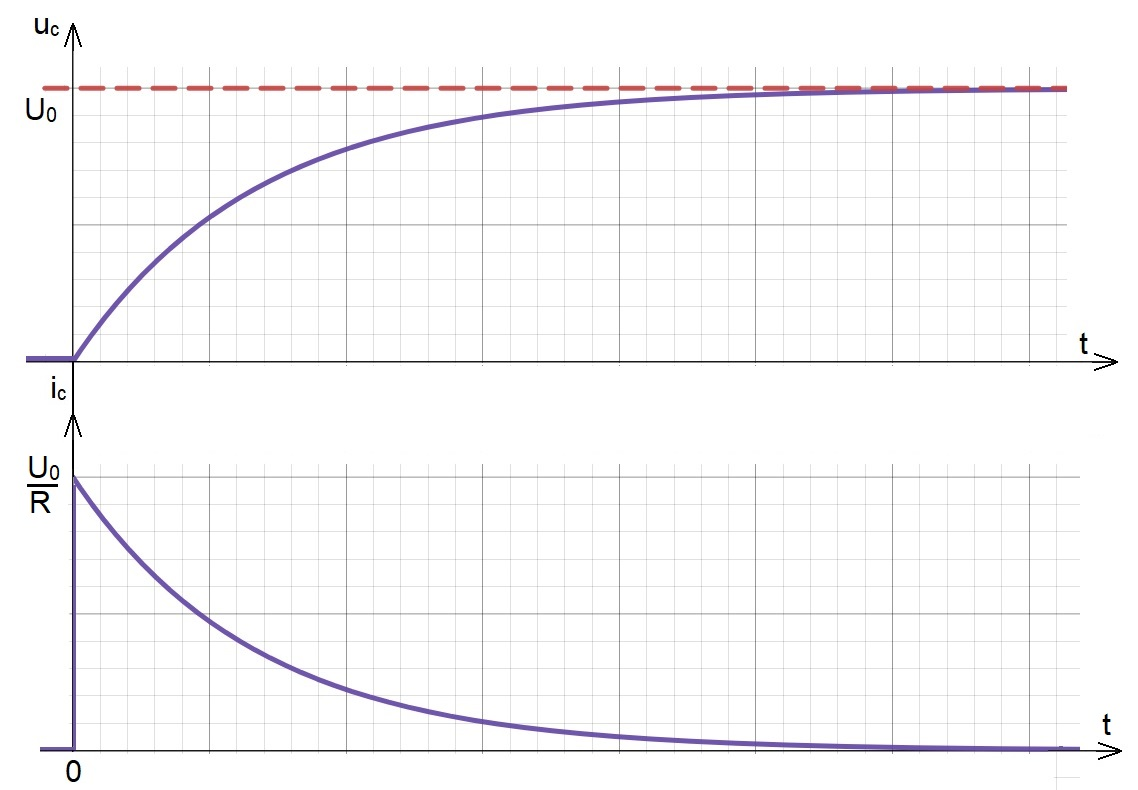
Graf popisující průběh napětí (nahoře) a proudu (dole) při nabíjení

### Vybíjení kondenzátoru
Jestliže se desky kondenzátoru vodivě propojí, elektrický náboj z desek se odvede, kondenzátor se vybije. Tento přesun elektrického náboje způsobí v obvodu elektrický proud.
Vybíjecí proud může v případě malého odporu vybíjecího obvodu dosáhnout obrovských špičkových hodnot. To má většinou nejen škodlivé účinky na vybíjecí obvod a kondenzátor samotný, ale vede to i k částečnému vyzáření jeho energie ve formě interferenčního rušení.
Matematický popis
a) Ustálený stav: nabitý kondenzátor (t < 0)
- obvod je na napětí zdroje, energie je uložena v elektrostatickém poli: {\displaystyle u_{C}=U_{0};i_{C}=0;W_{C}={\frac {1}{2}}CU_{0}^{2}}

b) Přechodový stav: vybíjení (t > 0)
- po připojení zátěže klesá napětí podle funkce: {\displaystyle u_{C}=U_{0}\cdot e^{-{\frac {t}{RC}}}}
- dojde k proudovému nárazu (opačná polarita - opačný tok energie), poté klesá podle funkce: {\displaystyle i_{C}=-{\frac {U_{0}}{R}}\cdot e^{-{\frac {t}{RC}}}}

c) Ustálený stav: vybitý kondenzátor (t → ∞)
- ustálení hypoteticky nikdy, prakticky cca po uplynutí doby {\displaystyle t=3RC}
- {\displaystyle u_{C}=0;i_{C}=0;W_{C}=0}

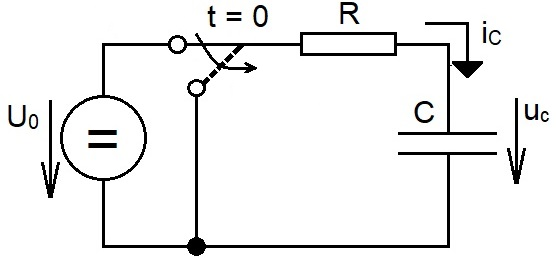
Schéma vybíjení kondenzátoru
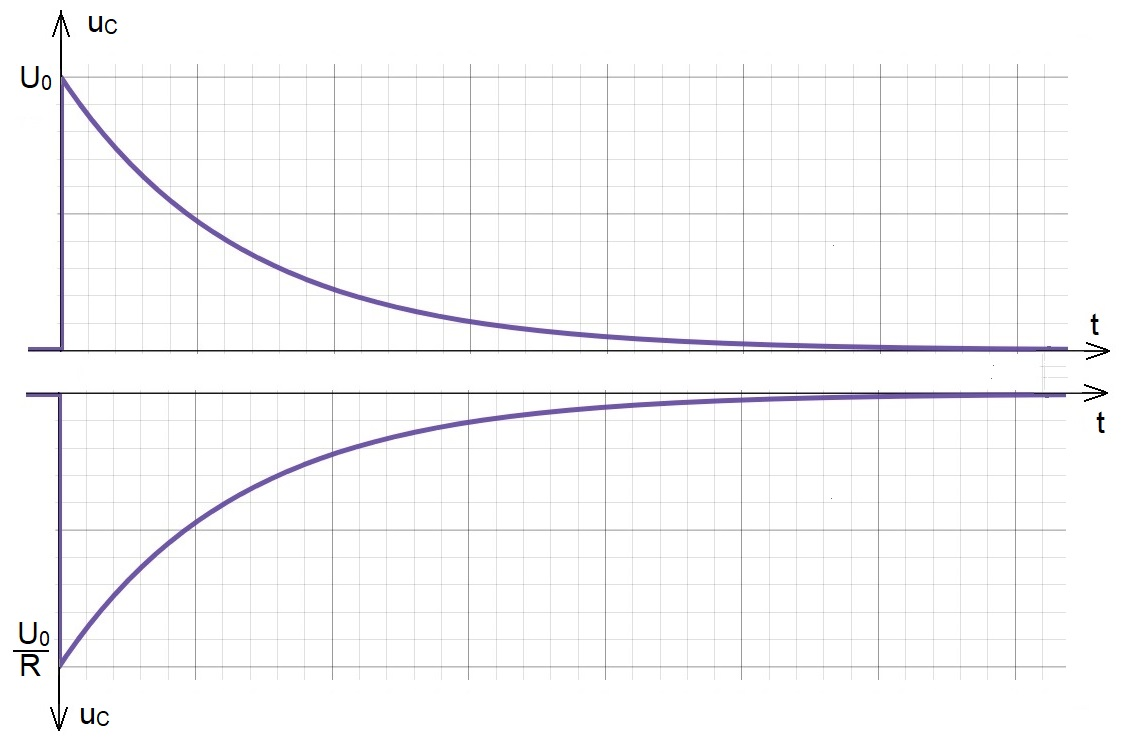
Graf popisující průběh napětí (nahoře) a proudu (dole) při vybíjení

### Kondenzátor v obvodu střídavého proudu
V obvodu střídavého proudu se kondenzátor opakovaně nabíjí a vybíjí, což má za následek předbíhání elektrického proudu před napětím (fázový posun) a vznik kapacitance (kapacitní reaktance), tj. zdánlivého odporu proti průchodu střídavého proudu.
Proud procházející kondenzátorem je v protifázi s proudem cívkou připojenou ke stejnému zdroji napětí a proto se od něj odečítá. Při shodě těchto proudů nastává paralelní rezonance a výsledný proud klesne na minimální hodnoty dané ztrátami.
Pří sériovém spojení cívky a kondenzátoru se induktivní a kapacitní reaktance odčítají a při rezonanci nastane stav blízký zkratu, kdy je proud omezen jen ztrátovými odpory.
Každý kondenzátor má také parazitní sériovou indukčnost, která s kapacitou tvoří rezonanční obvod. Nad rezonanční frekvencí se kondenzátory chovají jako cívky.

### Sériové zapojení kondenzátoru
Sériovým zapojením dvou a více kondenzátorů se celková kapacita snižuje. Převrácenou hodnotu výsledné kapacity lze vypočítat jako součet převrácených hodnot jednotlivých kapacit:
{\displaystyle {\frac {1}{C}}={\frac {1}{C_{1}}}+{\frac {1}{C_{2}}}+...}
Při sériovém řazení se musí dávat pozor na správné rozdělení napětí. Proto se v takovém případě často paralelně připojuje odporový dělič (elektrolytické), nebo transil (superkondenzátory).

### Paralelní zapojení kondenzátorů
Paralelním zapojením kondenzátoru se celková kapacita zvyšuje. Výsledná kapacita se vypočte součtem jednotlivých kapacit :
{\displaystyle C=C_{1}+C_{2}+...}

## Hodnoty kapacity
Hodnota kapacity spolu s hodnotou maximálního napětí jsou základními hodnotami kondenzátoru. U hodnot kapacity se vychází z řady E6, to je 1,0; 1,5; 2,2; 3,3; 4,7 a 6,8, někdy se používají i hodnoty z E12. Vyšší řady zpravidla nejsou potřeba, protože přesnost kapacit bývá malá (běžně +/- desítky %).
Popis na součástce může být třímístný kód, např. 473 znamená 47 000 pF. Toto značení se používá u kondenzátorů keramických, svitkových a SMD elektrolytických. Na klasických elektrolytických bývá přímo napsána kapacita v µF, nebo se symbolem µ na místě desetinné čárky. Dvě čísla oddělená lomítkem je obvykle kapacita/napětí.
V katalozích bývá kapacita uváděna s použitím tzv. posunutého značení, kde jako základ je pF. Např. 3G3 je 3,3 mF, nebo 68k je 68 nF. Jedná se o snahu vyhnout se znaku µ, který starší databázové systémy nedokáží zpracovat. Stejné značení bývá i na starých keramických kondenzátorech.
Pro keramické kondenzátory dlouho býval praktický rozsah hodnot asi od 1 pF do 100 nF, zavedením MLCC se zvýšil na µF a dnes dostupné kapacity MLCC s feroelektrickým dielektrikem končí u stovek µF. Pro elektrolytické kondenzátory od 1 µF do několika F. Superkondenzátory dosahují řádu kF, ale jsou na velmi malé napětí.
Většina kondenzátorů ve většině běžné elektroniky jsou keramické s kapacitou 100 nF, což je nejčastěji používaný blokovací kondenzátor u integrovaných obvodů. V jednom mobilním telefonu, nebo počítači, jich mohou být desítky až stovky.

## Využití kondenzátoru
- Fotografický blesk – nahromaděná elektrická energie v kondenzátoru se v krátkém časovém okamžiku vybije a způsobí silný světelný záblesk.
- Stabilizační prvek v elektrických obvodech – paralelním zapojením do elektrického obvodu lze dosáhnout vyhlazení napěťových špiček, a tím rovnoměrnějšího průběhu elektrického proudu. Specifickým a zároveň nejčastějším případem jsou tzv. blokovací kondenzátory, které se umisťují těsně k integrovaným obvodům a slouží k vyrovnání napětí při rychlých odběrových špičkách.
- Odstranění stejnosměrné složky elektrického proudu – větví s kondenzátorem nemůže projít stejnosměrný elektrický proud, ale střídavý proud ano.
- Odrušovací kondenzátor je nedílnou součástí většiny elektrospotřebičů. Používá se samostatně nebo v kombinaci s tlumivkami. Omezuje elektromagnetické rušení vzniklé spínáním nebo rozpojováním elektrického obvodu pod napětím.
- Ladicí součástka v přijímači – změnou kapacity v oscilačním obvodu přijímače se vlastní frekvence obvodu vyrovná vnější frekvenci a dojde k rezonanci.
- Počítačová paměť – paměť složená z velkého množství miniaturních kondenzátorů je schopna uchovat informaci ve formě 0 a 1 (0 = není náboj, 1 = je náboj). Toto využití kondenzátorů jako samostatných součástek je spíše teoretické. Prakticky se v pamětech DRAM, EPROM, EEPROM a flash využívá vlastní kapacita hradla tranzistoru. ROM, SRAM a FRAM kapacitu nevyužívají.
- Defibrilátor – přístroj používaný v lékařství k provádění elektrických šoků při maligních srdečních arytmiích, kdy velké množství náboje projde během krátké doby přes srdeční sval a dojde tak k depolarizaci všech jeho vláken, po níž by se měl obnovit sinusový rytmus.
- Časovače – většina generátorů periodického signálu využívá kondenzátory jako součástky, jejichž střídavé nabíjení a vybíjení určuje periodu kmitů.
- Kompenzace účiníku – kondenzátory se umisťují do blízkosti spotřebičů induktivního charakteru, aby se jalový výkon nepřenášel na velké vzdálenosti. Menší jsou např. v pouličních lampách využívajících tlumivku, velké v kompenzovnách.
- Autoprůmysl - jako ekvivalent baterií u elektromobilů, či alespoň hybridních systémů. Dnes (2019) ale vycházejí hmotnostně a objemově hůř, než poslední generace baterií, nicméně výrobci už s tímto použitím počítají [18].

## Rozpoznání pólů kondenzátoru
U elektrolytických kondenzátorů je nutné při zapojení na stejnosměrné elektrické napětí zajistit správnou polaritu připojení kondenzátoru, jinak dojde k poškození kondenzátoru výbuchem (dojde k nadměrnému vývinu plynu uvnitř kondenzátoru).
U elektrolytických kondenzátorů je vždy jeden pól označen. Buď je označena kladná elektroda prolisem a je vždy odizolována od pláště, nebo je označena záporná znaménkem minus. Kondenzátory s vývody na jedné straně mají kladný pól delší.
SMD kondenzátory mají nejčastěji na kulatých pouzdrech označen záporný (hliníkové a polymerové), a na hranatých kladný pól (tantalové).
Značku u jednoho vývodu mívají i svitkové kondenzátory. Ta značí, že tento pól je spojen s vrstvou, která končí na vnější straně a může do obvodu zanášet rušení z okolí, nebo naopak sloužit jako stínění.